# City Press

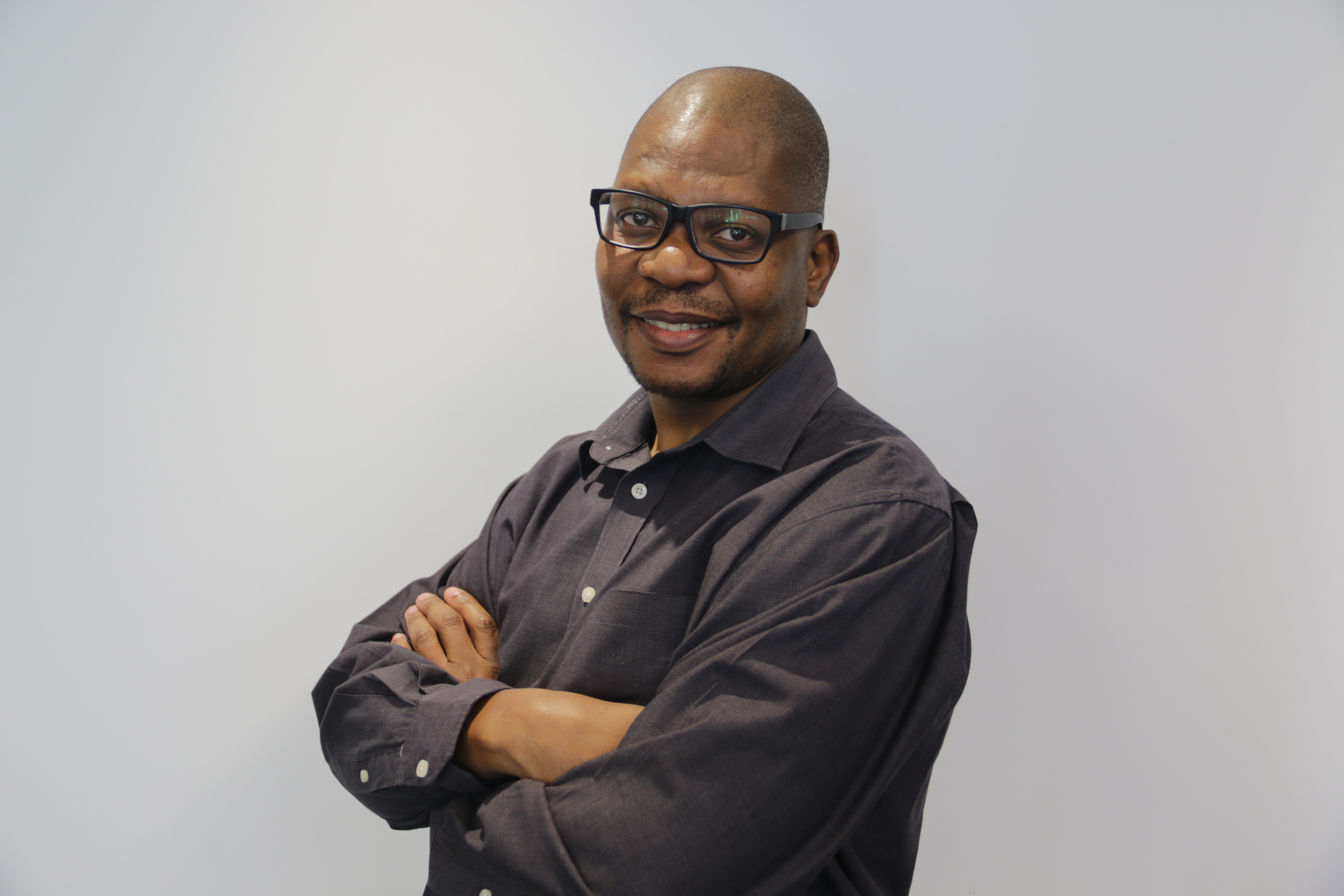
Mondli Makhanya, rédacteur en chef de City Press.

City Press est un hebdomadaire dominical sud-africain de langue anglaise fondé en 1982 sous le titre Golden City Press. Troisième hebdomadaire d'Afrique du Sud, City Press est diffusé chaque semaine à 195 150 exemplaires et revendique un lectorat de 2 millions et demi de personnes, à 97 % des Noirs. La moitié des exemplaires édités de City Press sont diffusés dans le Gauteng et l'autre moitié dans le reste du pays mais aussi au Botswana, au Lesotho, au Swaziland et en Namibie. Depuis 1999, il est publié par RCP Media, filiale du groupe Naspers.
Le titre Golden City Press fut fondé par Jim Bailey et par l'association des journaux sud-africains (SAAN). Il est alors principalement destiné à un lectorat Noir. En 1983, il prend son titre actuel puis, à la suite du retrait de SAAN, est racheté en 1984 par le groupe de presse Nasionale Pers en même temps que ses titres sœurs Drum et True Love & Family.